# Gabat
Gabat (baskisch Gabadi) ist eine französische Gemeinde mit 276 Einwohnern (Stand 1. Januar 2022) im Département Pyrénées-Atlantiques in der Region Nouvelle-Aquitaine. Die Gemeinde gehört zum Arrondissement Bayonne und zum Kanton Pays de Bidache, Amikuze et Ostibarre (bis 2015: Kanton Saint-Palais).
Die Bewohner werden Gabadiar genannt.

## Geographie
Gabat liegt ca. 55 km südöstlich von Bayonne im Pays de Mixe (baskisch Amikuze) in der historischen Region Nieder-Navarra im französischen Teil des Baskenlands.
Umgeben wird der Ort von den Nachbargemeinden:
|               | Ilharre                                     | Arbouet-Sussaute      |
| Labets-Biscay | Kompassrose, die auf Nachbargemeinden zeigt | Aïcirits-Camou-Suhast |
|               | Amendeuix-Oneix                             |                       |

Gabat liegt im Einzugsgebiet des Flusses Adour. Einer seiner Zuflüsse, die Bidouze, fließt an der östlichen und an einem Abschnitt der nördlichen Grenze zu den Nachbargemeinden Aïcirits-Camou-Suhast bzw. Ilharre entlang. Zwei Zuflüsse der Bidouze, der Lauhirasse und der Salarteko Erreka, bewässern ebenfalls das Gemeindegebiet.

## Geschichte
Die Gemeinde, die 1125 erstmals erwähnt wurde, liegt auf dem Jakobsweg nach Santiago de Compostela. Eine alte Brücke ermöglicht früher wie heute den Übergang über die Bidouze. Während der Französischen Revolution verweigerte der Pfarrer von Gabat, den Eid auf die Zivilverfassung des Klerus zu schwören, was zur Folge hatte, dass er verschleppt wurde und die Kirchengüter beschlagnahmt wurden.
Toponyme und Erwähnungen von Gabat waren:
- Gabat (1125),
- Sancta Maria de Bagad und Bagadh (1160),
- Gavat (12. Jahrhundert, Kopialbuch der Abtei Saint-Jean de Sorde),
- Bagat (1203),
- Gavat (1268),
- Gabat (1316 und 1413) und
- Nostre-Done de Gabat (1442, Notare aus Labastide-Villefranche).[4][5]

### Einwohnerentwicklung
Nach einem Höchststand der Einwohnerzahl von 443 Einwohnern in der ersten Hälfte des 19. Jahrhunderts ist die Zahl bei kurzen Wachstumsphasen bis zu den 1940er Jahren auf unter 200 Einwohner gesunken und sich seitdem auf ein Niveau von rund 200 Bewohnern stabilisiert.
| Jahr      | 1962 | 1968 | 1975 | 1982 | 1990 | 1999 | 2006 | 2009 | 2022 |
| --------- | ---- | ---- | ---- | ---- | ---- | ---- | ---- | ---- | ---- |
| Einwohner | 233  | 202  | 199  | 224  | 229  | 215  | 207  | 210  | 276  |

## Sehenswürdigkeiten
- Pfarrkirche, gewidmet Mariä Himmelfahrt. Die heutige Kirche wurde im 18. Jahrhundert als Ersatz für ein früheres Gotteshaus aus dem 12. Jahrhundert errichtet. Wie im Baskenland üblich, sind Kirche und der sie umgebende Friedhof mit einer Mauer umgeben. Auf dem Friedhof sind mit scheibenförmigen Grabstelen, genannt Hilarri, und mit Navarrakreuzen versehene Gräber zu sehen. Die Hilarri knüpfen an die Tradition der vorchristlichen Zeit an und erfuhren zwischen dem 16. und 18. Jahrhundert eine große Beliebtheit im Baskenland. Ein großzügiger Vorbau aus Holz breitet sich rund um die heutige Kirche aus. An einem seiner Enden erinnert eine Gedenktafel an die im Ersten Weltkrieg gefallenen Soldaten der Gemeinde. Während der Französischen Revolution wurde die Kirche geplündert und konnte nur einen Teil seines Altaraufsatzes retten. Er ist mit Goldauflagen bedeckt und zeigt eine Vielzahl von religiösen Figuren mit bemalten hautfarbenen Gesichtern. Zwei Statuen an der Rückwand flankieren den Altaraufsatz, die Madonna mit Jesuskind und den heiligen Josef darstellend. Vor der Revolution waren diese sicherlich in den Altaraufsatz integriert. Auf dem Altar sind zur Widmung an die Schutzpatronin der Kirche die verflochtenen Buchstaben „M“ und „A“ für Marie de l’Assomption eingraviert.[9][10][11]

## Wirtschaft und Infrastruktur

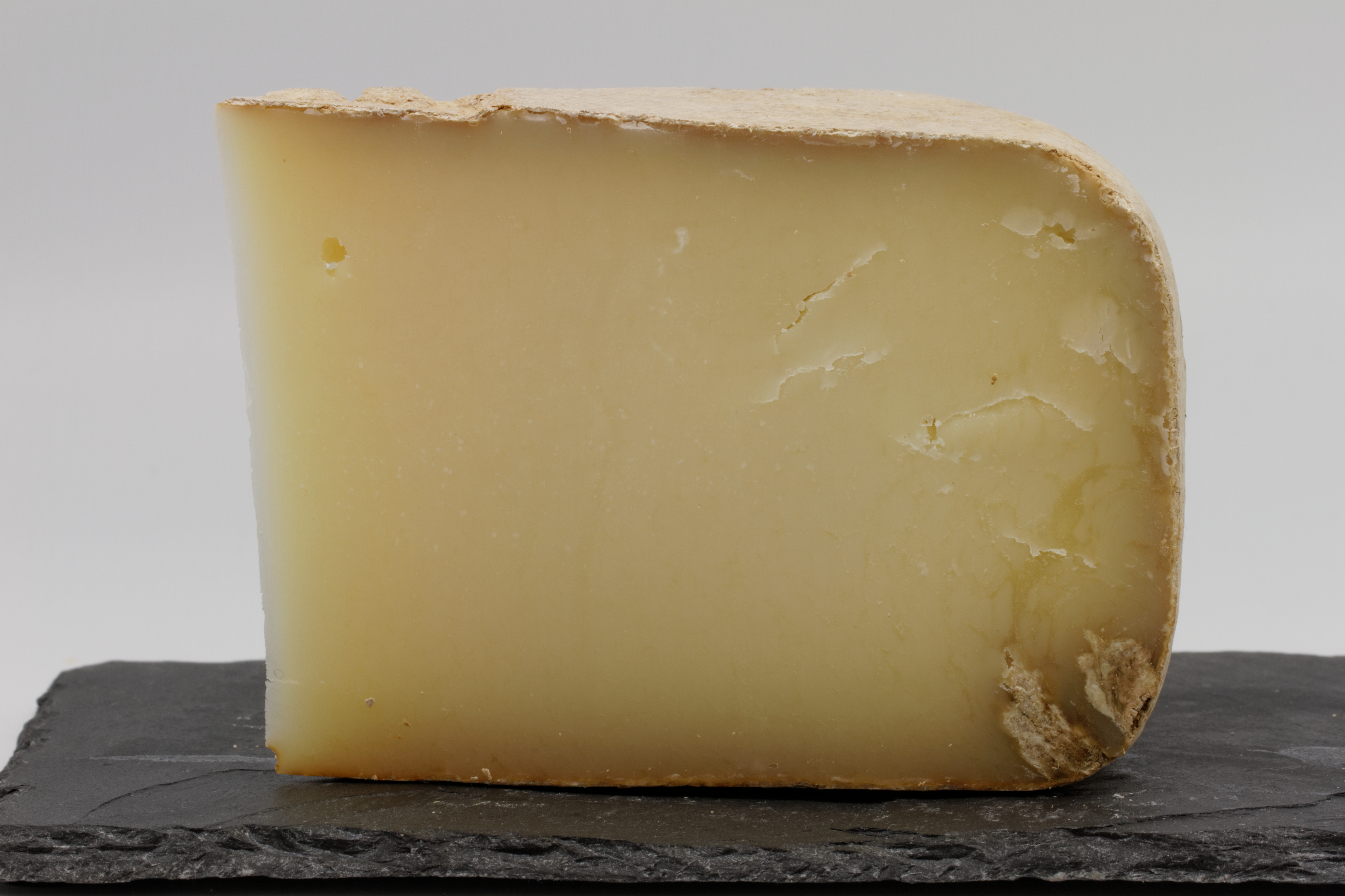
Ossau-Iraty

Die Landwirtschaft ist einer der wichtigsten Wirtschaftsfaktoren der Gemeinde. Gabat liegt in den Zonen AOC des Ossau-Iraty, eines traditionell hergestellten Schnittkäses aus Schafmilch, sowie der Schweinerasse und des Schinkens „Kintoa“.

### Sport und Freizeit
Der Rundweg Ur Handia leichten Schweregrades mit einer Länge von 5 km und einem Höhenunterschied von 100 m lädt zum Spaziergang ein.

### Bildung
Die Gemeinde verfügt über eine öffentliche Vor- und Grundschule.

### Verkehr
Gabat ist erreichbar über die Routes départementales 29, 79, 124 und 246.